# CAL21
G'zOne TYPE-L CAL21（ジーズワン タイプエル シーエーエル ニイチ）は、NECカシオ モバイルコミュニケーションズ（現・日本電気(NEC)）およびカシオ計算機によって日本国内向けに開発された、auブランドを展開するKDDIおよび沖縄セルラー電話のau 3G（旧・CDMA 1X WIN）、および第3.9世代移動通信システム（au 4G LTE）対応スマートフォンである。
2013年（平成25年）7月31日に開発元であるNECカシオの親会社日本電気（NEC）がスマートフォンからの撤退を発表し、さらに2014年限りで携帯電話端末事業から撤退していたことが2021年に明らかになったため、本機種は同キャリア向けNECカシオの携帯電話端末としては最終機種となった。
なお本稿では便宜上、当機種の韓国のLG U+向け版にあたるG'zOne CA-201Lもここで記述する。

## 概要
IS11CAの後継機種で、au 4G LTEに対応したモデルである。
G'zOneシリーズでおなじみのセンサーアプリ「G'zGEAR」に気圧センサーが追加されており、直近数時間の気圧の変動を見ることができる。気圧データから気象予測も可能になっていて、急激な天候の崩れが予測されると通知されるようにもなっている。
また、G'zOne専用のソーシャルサービスとして「G'zWORLD」というアプリを搭載しており、地図上に位置のピン、ルートピンなどを記録し、ほかの人と共有することが可能である。
G'zGEARとG'zWORLDのアウトドアデータのソーシャル共有機能を「LIVE G」と呼称しており、製品名の「L」にはLTEのLのほかにLIVEのLという意味も込められている。
デザイン面では、感触が色によって異なっており、REDはツヤありの加工、BLACKは凹凸のあるレザートーン加工になっている。
他にも新たにワンセグ・テザリング・同社(カシオ計算機)製の腕時計G-SHOCKとのBluetooth連携にも対応しており、さらに急激な気圧の変化を察知するとG-SHOCKに通知させることも可能となっている。バッテリー容量は1800mAh。
なお、NFCには対応していない。

## G’zOne CA-201L
2013年3月に韓国のLG U+向けに本機種をベースとした端末がCA-201Lとして発売された。形状が若干異なり、ROMが2倍の16GBに増量している。また、FeliCaの代わりにNFCに対応している。このCA-201Lと同一の機種がアメリカのベライゾン・ワイヤレス向けにCASIO G’zOne COMMANDO 4G LTEとして発売される。こちらもIS11CAベースのG’zOne Commandoの後継となっている。

## 沿革
- 2012年（平成24年）10月17日 - KDDI、およびNECカシオ モバイルコミュニケーションズ（当時）、カシオ計算機より公式発表。
- 2012年11月2日 - 関東・沖縄地区にて先行発売。
- 2012年11月3日 - 上記以外の残りの地区にて発売。
- 2013年1月 - 沖縄地区にて販売終了。
- 2013年6月 - 北海道・東北・中部・関西・九州地区にて販売終了。
- 2013年7月 - 上記以外の残りの地区にて販売終了。

## プリインストールアプリケーション
- LIVE G
  - G'zGEAR
  - G'zWORLD
- Friends Note
- Google+
- YouTube
- ニコニコ動画(au)
- LISMO Player
- au Cloud
- Movie Studio
- Playムービー
- Chrome
- CA'zCAFE(メーカーアプリ)
- GET CA by CASIO
- G-SHOCK App
- ついっぷる
- DiXiM（DLNA/DTCP-IP）
- Quickoffice
- らくらく無線スタートEX

## その他機能
※PC向けWebブラウザが標準装備されている。携帯向けサイト(EZWeb)は他のスマートフォンやPCと同じく閲覧不可。
| 主な機能・対応サービス                                                  | 主な機能・対応サービス                           | 主な機能・対応サービス              | 主な機能・対応サービス        |
| ----------------------------------------------------------------------- | ------------------------------------------------ | ----------------------------------- | ----------------------------- |
| auウィジェット Webブラウザ                                              | LISMO! for Android メディアプレイヤー LISMO WAVE | おサイフケータイ NFC                | ワンセグ DLNA/DTCP-IP         |
| au one メール PCメール Gmail EZwebメール                                | デコレーションメール デコレーションアニメ        | Skype au                            | PCドキュメント                |
| au Smart Sports Run & Walk Karada Manager ゴルフ(web版) Fitness、歩数計 | GPS 方位計                                       | au oneナビウォーク au one助手席ナビ | au one ニュースEX au one GREE |
| かんたんメニュー じぶん銀行                                             | 緊急速報メール                                   | Bluetooth                           | 無線LAN機能 (Wi-Fi)           |
| 赤外線通信 (IrSimple) (IrSS)                                            | WIN HIGH SPEED au 4G LTE                         | グローバルパスポート                | auフェムトセル                |
| microSD microSDHC                                                       | モーションセンサー(6軸)                          | 防水 防塵                           | 簡易留守録 着信拒否設定       |

- 安心セキュリティパックはフル対応

## ケータイアップデート
2012年11月14日のケータイアップデート。
- タッチパネルが反応しない場合がある事象の改善。
- 動画撮影時の録音音質と「おはなしアシスタント」「Google音声検索」等の音声認識精度の向上。

2013年1月16日のケータイアップデート。
- スリープ中や充電中の新着メール等お知らせランプの動作改善
- 電源が再起動する場合がある事象の改善。
- 画面の明るさ設定を自動調整とした時のちらつき事象の改善。
- 誤発信防止のため、電話アプリの連絡先から発信する際、確認画面を表示するように改善。

2013年2月28日のケータイアップデート。
- microSDカードのマウントが意図せず解除される場合がある事象の改善。

2013年5月29日のケータイアップデート。
- スリープ画面からの復帰時に、ディスプレイが表示されない場合がある事象の改善
- Wi-Fi通信中に、電源が再起動する場合がある事象の改善。

2013年7月2日のケータイアップデート。
- 海外でデータ通信ができない場合がある事象の改善。